# Brachypetersius notospilus
Brachypetersius notospilus е вид лъчеперка от семейство Alestidae.

## Разпространение
Видът е разпространен в Габон и Република Конго.

## Описание
На дължина достигат до 7,4 cm.